# Orbeil
Orbeil is een gemeente in het Franse departement Puy-de-Dôme (regio Auvergne-Rhône-Alpes). De plaats maakt deel uit van het arrondissement Issoire. Orbeil telde op 1 januari 2022 881 inwoners.

## Geografie
De oppervlakte van Orbeil bedroeg op 1 januari 2022 9,65 vierkante kilometer; de bevolkingsdichtheid was toen 91,3 inwoners per km².

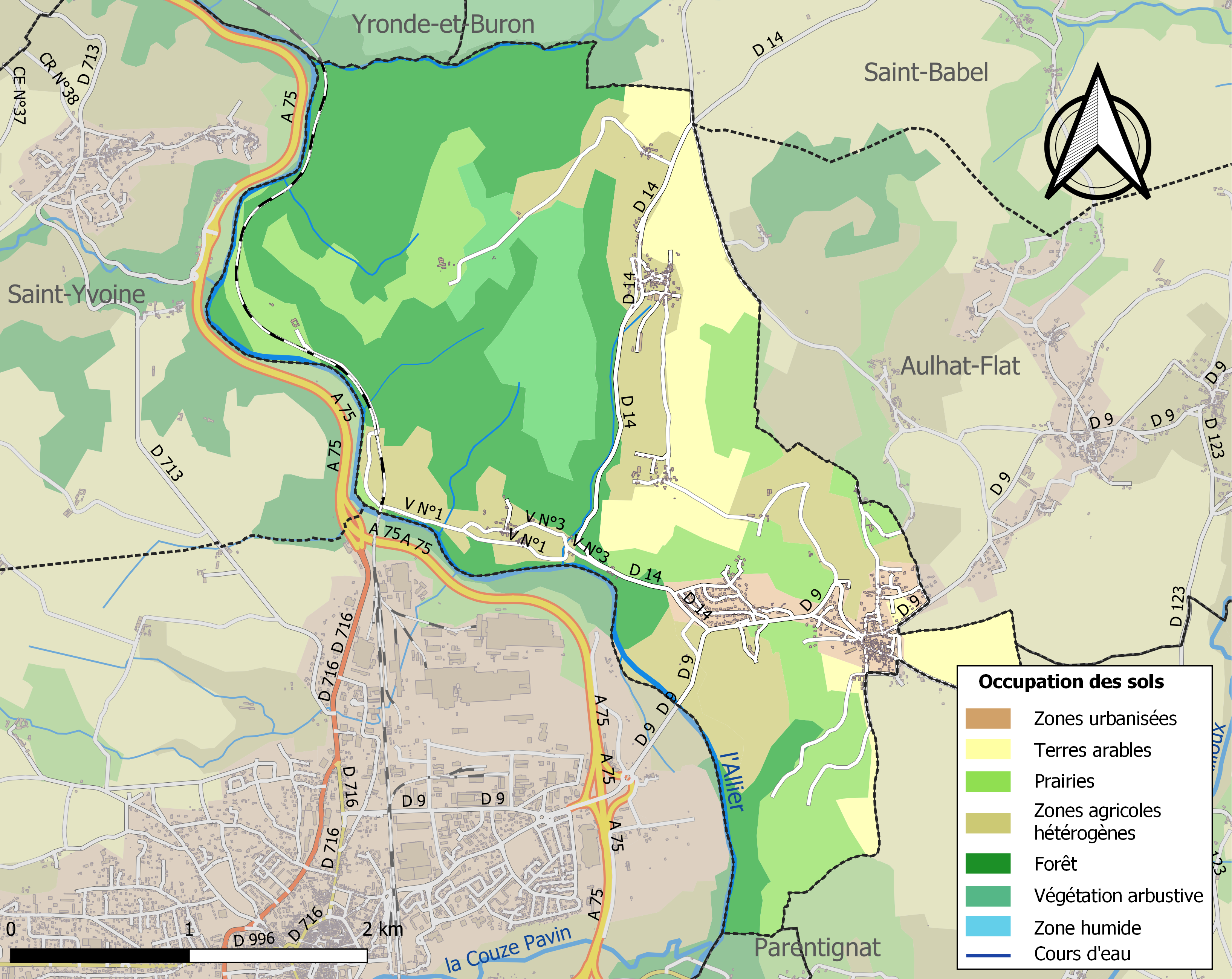
Kaart van de gemeente met belangrijkste infrastructuur, bodemgebruik en omliggende gemeenten

## Demografie
Onderstaande figuur toont het verloop van het inwonertal (bron: INSEE-tellingen).